# TOI-564
TOI-564 — двойная звезда в созвездии Гидры на расстоянии около 639 световых лет (около 196 парсек) от Солнца. Видимая звёздная величина звезды — +11,308m. Возраст звезды определён как около 10,137 млрд лет.
Вокруг звезды обращается, как минимум, одна планета.

## Характеристики
Первый компонент — жёлтый карлик спектрального класса G4V. Масса — около 0,968 солнечной, радиус — около 1,04 солнечного, светимость — около 1,06 солнечной. Эффективная температура — около 5571 K.
Второй компонент. Орбитальный период — около 1300 лет. Удалён на 0,671 угловой секунды (в среднем около 133,4 а.е.).

## Планетная система
В 2019 году группой астрономов, работающих в рамках проекта TESS, было объявлено об открытии планеты TOI-564 b.